# سلطنتی‌ها (ترانه)
«سلطنتی‌ها» (انگلیسی: Royals) اولین تک‌آهنگ خواننده-ترانه‌سرای نیوزیلندی لرد است که در اولین آلبوم چندآهنگه‌ (ئی‌پی) او به‌نام ئی‌پی کلاب عشق (۲۰۱۲) و اولین آلبوم استودیویی‌ او به‌نام قهرمان محض (۲۰۱۳) گنجانده شده‌است. لرد این ترانه را به همراه تهیه‌کننده‌اش جوئل لیتل نوشت. «سلطنتی‌ها» ترانه‌ای در سبک آرت پاپ مینیمالیست و الکتروپاپ همراه با تأثیراتی از موسیقی هیپ هاپ، آراندبی و ایندی پاپ است. لرد در این قطعه از سبک زندگی مجلل که در ترانه‌ها و موزیک ویدئوهای هنرمندان پاپ و هیپ هاپ ارائه می‌شود ابراز نارضایتی می‌کند.
«سلطنتی‌ها» از سوی منتقدان موسیقی با تحسین گسترده‌ای همراه بود و سبک ترانه‌سرایی، تولید و اجرای آواز لرد ستایش شد. نام این ترانه از زمان انتشارش در فهرست برترین ترانه‌های پایان سال و دهه به انتخاب منتقدان قرار داده شده‌است. این تک‌آهنگ با موفقیت جهانی همراه بود و به صدر جدول فروش نیوزیلند، کانادا و پادشاهی متحده رسید. در ایالات متحده، «سلطنتی‌ها» نه هفته را در صدر جدول بیلبورد هات ۱۰۰ سپری کرد و توسط انجمن صنعت ضبط موسیقی ایالات متحده آمریکا (آرآی‌ای‌ای) یک گواهی‌نامهٔ الماس گرفت. این تک‌آهنگ ۱۰ میلیون نسخه در سراسر جهان فروخته و به یکی از پرفروش‌ترین تک‌آهنگ‌های تاریخ تبدیل شده‌است.
موزیک ویدئوی «سلطنتی‌ها» به کارگردانی جوئل کفالی ساخته شد و اولین بار در ۱۲ مهٔ ۲۰۱۳ در کانال یوتیوب لرد به نمایش درآمد. این قطعه در مراسم جوایز گرمی ۲۰۱۴ برندهٔ جایزهٔ ترانه سال و بهترین اجرای پاپ تک‌نفره و همچنین برندهٔ جایزهٔ سیلور اسکرول ای‌پی‌آرای شد. لرد «سلطنتی‌ها» را در تورهای جهانی کنسرت قهرمان محض (۲۰۱۳–۱۴) و ملودراما (۲۰۱۷–۱۸) اجرا کرده‌است.